# Emanuele Di Zenzo
Emanuele Di Zenzo est un footballeur professionnel suisse. Il est né le 26 décembre 1979. Il mesure 174 cm et pèse 68 kg. Il évolue comme milieu de terrain.

## Clubs successifs
1997-1998 : FC Sion

1998-2001 : Servette FC

2000-2001 : FC Locarno

2001-2004 : SR Delémont

2004-2007 : FC Sion

2008-     : AC Bellinzone

## Palmarès
- Vainqueur de la Coupe de Suisse 2006 FC Sion,  Suisse